# Etty Hillesum
Esther « Etty » Hillesum, née le 15 janvier 1914 à Middelbourg (Pays-Bas) et morte le 30 novembre 1943 au camp de concentration d’Auschwitz (alors territoire du Reich, aujourd'hui en Pologne), est une jeune femme juive et une mystique connue pour avoir, pendant la Seconde Guerre mondiale, tenu son journal intime (1941-1942) et écrit des lettres (1942-1943) depuis le camp de transit de Westerbork aux Pays-Bas.

## Biographie

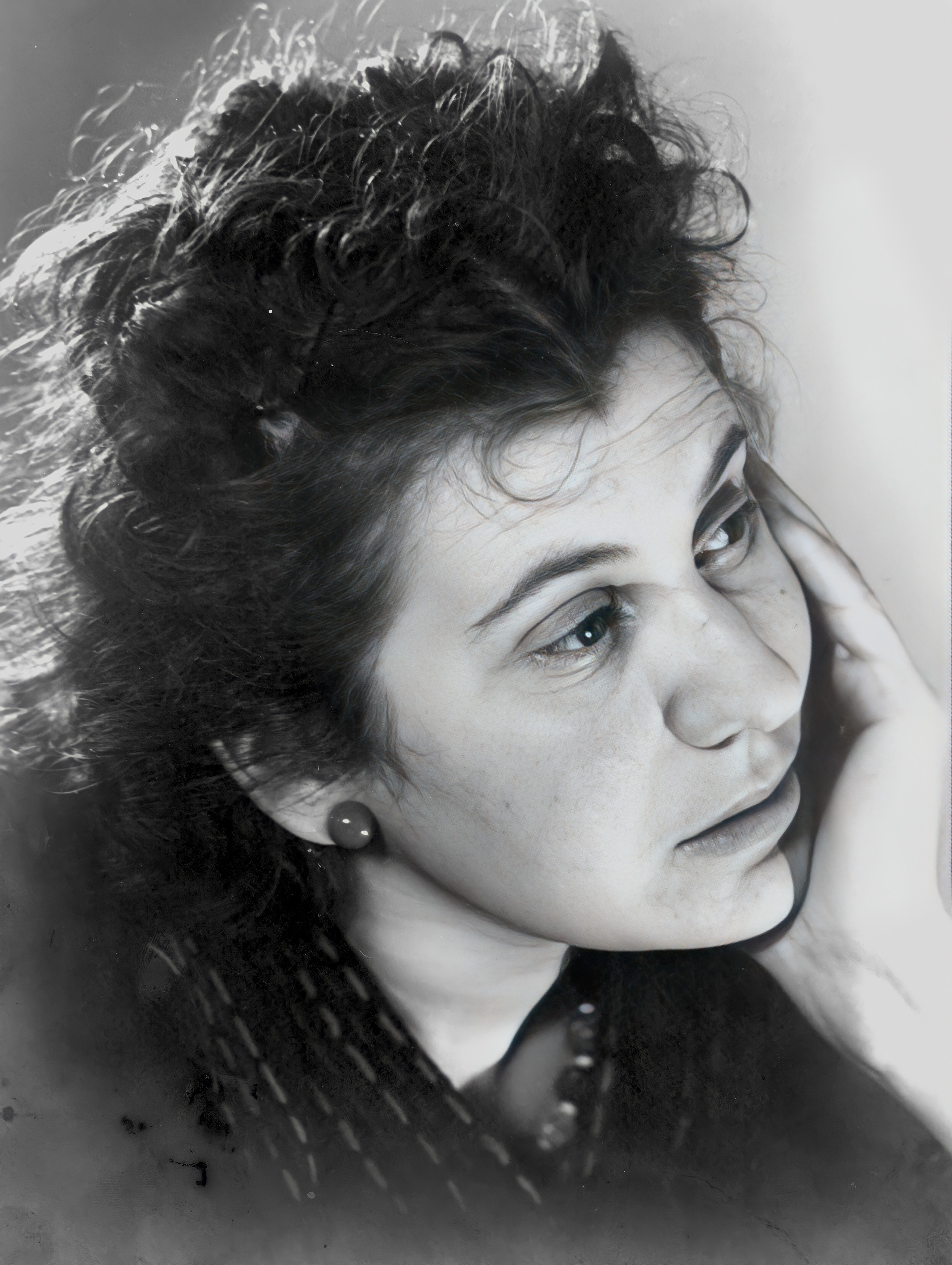
Etty Hillesum en 1940

Esther Hillesum est née le 15 janvier 1914 à Middelbourg dans une famille juive libérale. Son père, Louis Hillesum, est docteur en lettres classiques et proviseur du lycée de Deventer. Sa mère, Rebecca Bernstein, a fui les pogroms russes en 1907. Etty Hillesum a deux frères, Jaap qui étudiera la médecine et Mischa qui étudiera le piano. 
Après une scolarité effectuée au lycée de Deventer en 1929, elle entame — sans passion — des études de droit public à Amsterdam et obtient une maitrise en 1939, tout en poursuivant des études de russe. 
Durant ces études, elle loge chez l'expert comptable retraité Hans Wegerif, un veuf nettement plus âgé qu’elle, qui héberge plusieurs étudiants et avec lequel elle entretient une relation jusqu'en 1942. Gravitant dans des milieux de gauche, contestataires, sionistes et antifascistes, elle mène une existence de femme libre, passionnée, amoureuse de la vie. Douée pour les langues, elle gagne sa vie en donnant des cours particuliers de russe. 
 Le 10 mai 1940, les troupes nazies envahissent les Pays-Bas.

### Julius Spier
Le 3 février 1941, Etty Hillesum entreprend une thérapie avec Julius Spier que lui a présenté son logeur. Réfugié aux Pays-Bas en 1937 pour fuir les lois antisémites nazies, ce dernier pratique la « psycho-chirologie », une forme de thérapie que Carl Gustav Jung — dont il a été l'élève puis le collègue — lui a recommandé de développer. Il devient son maître spirituel, elle l'appelle « l’accoucheur de mon âme » sans qu'elle exprime clairement les motivations de cette thérapie.  
Sur les recommandations de Spier, elle entame la rédaction d'un journal à partir du 9 mars 1941, au fil duquel on apprend qu'elle estime qu'il n'y a pas de personne plus malheureuse qu'elle sur Terre, qu'elle manque de confiance en elle et — « éprouv[ant la] pénible sensation d'un désir insatiable devant la beauté des êtres et du monde » — qu'elle connaît des moments dépressifs. Des relations complexes se tissent entre la jeune femme et le psychologue quinquagénaire : elle est à la fois sa patiente, son élève, sa secrétaire et son amante, et ils ne cessent de se défier pour se faire grandir mutuellement. Douze mois plus tard, elle écrit : « je pense que désormais je fêterai mon anniversaire le 3 février » et célèbre sa première année, la « plus belle année » de sa vie.

### Persécutions nazies et mystique chrétienne
Dans son journal intime, elle relate la spirale inexorable des restrictions des droits et des persécutions qui amènent en masse les juifs néerlandais vers les camps de transit, puis vers la mort en déportation. En juillet 1942 Etty Hillesum est transférée, à sa demande, dans le camp de Westerbork, camp de transit situé au nord-est des Pays-Bas, pour y travailler dans l’« assistance sociale aux personnes en transit » organisée par le Conseil juif. D'innombrables notations font de ce texte, et de ses lettres de  Westerbork où elle séjourne à plusieurs reprises, des documents historiques de premier plan pour l'étude de l'histoire des Juifs aux Pays-Bas pendant la guerre. 

Dans son journal, elle évoque aussi son évolution spirituelle qui, à travers la lecture, l'écriture et la prière, la rapproche du christianisme, jusqu'au don absolu de soi, jusqu'à l'abnégation la plus totale, tout en gardant, avec une admirable constance, son indéfectible amour de la vie, et sa foi inébranlable en l'humain, alors même qu'elle le voit journellement accomplir des crimes parmi les plus odieux. Au camp de Westerbork, elle est chargée d'enregistrer les noms des personnes qui partent en déportation. Elle y notera notamment celui de la carmélite juive Edith Stein.
À la dernière page de son journal, datée du 12 octobre 1942, elle a écrit : « J’ai rompu mon corps comme le pain et l’ai partagé entre les hommes. »

### Mort et postérité
Son frère Mischa, pianiste dont les dons exceptionnels firent un moment espérer à la famille Hillesum qu'il échapperait au sort des Juifs, et les parents d'Etty succomberont comme cette dernière à Auschwitz en 1943. Jaap, interne en médecine au moment de sa déportation, ne survivra pas à l'évacuation de Bergen-Belsen en 1945. Ce sont les écrits d'Etty qui donneront une postérité à cette famille, par leur grande valeur historique, spirituelle mais aussi littéraire.

## Le chemin intérieur
Lorsqu'elle entreprend sa thérapie avec Julius Spier, elle commence, conseillée par lui, à rédiger son journal intime. Elle y évoquera son évolution spirituelle en scrutant son for intérieur. Benoît XVI, lors de l'audience générale du mercredi 13 février 2013, a déclaré :

« Je pense aussi à la figure d'Etty Hillesum, une jeune Hollandaise d’origine juive qui mourra à Auschwitz. Initialement éloignée de Dieu, elle le découvre en regardant en profondeur à l’intérieur d’elle-même et elle écrit : « Un puits très profond est en moi. Et Dieu est dans ce puits. Parfois, j’arrive à le rejoindre, le plus souvent la pierre et le sable le recouvrent : alors Dieu est enterré. Il faut à nouveau le déterrer » (Journal, 97). Dans sa vie dispersée et inquiète, elle retrouve Dieu au beau milieu de la grande tragédie du XXe siècle, la Shoah. Cette jeune fille fragile et insatisfaite, transfigurée par la foi, se transforme en une femme pleine d’amour et de paix intérieure, capable d’affirmer : « Je vis constamment en intimité avec Dieu. »

— Benoît XVI, Audience Générale (Mercredi des Cendres), 13 février 2013
Catherine Chalier, philosophe et spécialiste du judaïsme, citant cet extrait du journal d'Etty Hillesum, « Je retrouvais le contact avec moi-même, avec ce qu'il y a de plus profond en moi et que j'appelle Dieu et avec toi aussi », rapproche Etty des grands mystiques : « Ce « plus profond » la relie en effet aux autres êtres humains et à tout ce qui vit car il est la source du « grand courant de vie » dont, à la façon de Bergson, Etty Hillesum pressent la force créatrice en elle-même aux jours où elle se tient en sa proximité. » Cependant Catherine Chalier affirme qu'il est douteux de faire d'Etty Hillesum une chrétienne.
Odile Falque rattache également Etty Hillesum aux mystiques, chrétiens cette fois, dans Mystique du quotidien avec Etty Hillesum.
Le chemin intérieur d'Etty a également été marqué par Rainer Maria Rilke, dont elle a sans doute découvert les ouvrages chez Julius Spier. Elle affectionnait particulièrement Le Livre d'heures.

### Textes d'Etty Hillesum traduits du néerlandais
- Etty Hillesum (trad. Philippe Noble), Lettres de Westerbork, Paris, Éditions du Seuil, 1988, 124 p. (ISBN 978-2-02-010358-9, OCLC 19363767).
- Etty Hillesum (trad. Philippe Noble), Une vie bouleversée : Journal 1941-1943 [« Het verstoorde leven »], Paris, Éditions du Seuil, 1985, 249 p. (ISBN 978-2-02-008629-5, OCLC 18020878).
- Etty Hillesum et Klaas A. D. Smelik (dir.) (trad. du néerlandais de Belgique par Philippe Noble), Les écrits d'Etty Hillesum : journaux et lettres, 1941-1943, Paris, Éd. du Seuil, 2008, 1080 p. (ISBN 978-2-02-056833-3, OCLC 778345000).
- Etty Hillesum, Ainsi parlait Etty Hillesum, dits et maximes de vie choisis et traduits du néerlandais par William English et Gérard Pfister, bilingue, éditions Arfuyen, 2020  (ISBN 978-2-845-90292-3).

### Études consacrées à Etty Hillesum
- Yves Beriault (préf. Jean Vanier), Etty Hillesum : Témoin de Dieu dans l'abîme du mal, Montréal, Médiaspaul, 2010, 192 p. (ISBN 978-2-89420-811-3).
- Karima Berger, Les attentives : un dialogue avec Etty Hillesum, Paris, Albin Michel, 2014, 203 p. (ISBN 978-2-226-25395-8, OCLC 893769867).
- Catherine Chalier, « Etty Hillesum, rejoindre la vie que je portais en moi », dans Le Désir de conversion, Paris, Seuil, 2011 (ISBN 978-2-02-095907-0), p. 229-276.
- Jeanne-Marie Clerc, Etty Hillesum écrivain : Écrire avant Auschwitz, Paris, l'Harmattan, coll. « Critiques littéraires », 2012, 250 p. (ISBN 978-2-336-00564-5, lire en ligne).
- Pascal Dreyer, Etty Hillesum : Une voix bouleversante, Paris, Desclée de Brouwer, coll. « Témoins d'humanité », 1997, 162 p. (ISBN 2-220-04046-1).
- Marie-Hélène Du Parc Locmaria (préf. Didier Decoin), "Tant souffrir et tant aimer" selon Etty Hillesum, Paris, Salvator, 2011, 248 p. (ISBN 978-2-7067-0852-7).
- Cécilia Dutter, Etty Hillesum : Une voix dans la nuit, Paris, Robert Laffont, 2010, 199 p. (ISBN 978-2-221-11401-8), réédition poche, coll. « Texto », Tallandier, 2020.
- Cécilia Dutter (dir.), Un cœur universel : Regards croisés sur Etty Hillesum, Paris, Salvator, 2013, 182 p. (ISBN 978-2-7067-1071-1).
- Cécilia Dutter, Vivre libre avec Etty Hillesum, Editions Tallandier, 2018, (Prix humaniste Louis Marin)
- Armand Duval, Etty Hillesum : Quand souffle l'esprit : essai, Paris, François-Xavier de Guibert, 2010, 143 p. (ISBN 978-2-7554-0298-8).
- Michel Fromaget (préf. Sylvie Germain), Un joyau dans la nuit : introduction à la vie spirituelle d'Etty Hillesum, Paris, Desclée de Brouwer, coll. « Essai », 2014, 234 p. (ISBN 978-2-220-06581-6, OCLC 878360505).
- Sylvie Germain, Etty Hillesum, Paris, Pygmalion, coll. « Chemins d'éternité », 1999, 211 p. (ISBN 2-85704-586-7).
- Ingmar Granstedt, De cendres et d'amour : Portrait d'Etty Hillesum : Amsterdam, Westerbork, Auschwitz, Paris, Lethielleux, 2011, 238 p. (ISBN 978-2-249-62133-8).
- Ingmar Granstedt, Portrait d'Etty Hillesum, Paris, Desclée de Brouwer, 2001, 224 p. (ISBN 2-220-04978-7).
- Odile Haumonté, Je veux consoler Dieu : Etty Hillesum, Paris, Éditions Pierre Téqui, coll. « Les Sentinelles », 2014, 120 p. (ISBN 978-2-7403-1832-4).
- Jean-Michel Hirt, La Dignité humaine : Sous le regard d'Etty Hillesum et de Sigmund Freud, Paris, Desclée de Brouwer, coll. « Espaces du Sujet », 2012, 252 p. (ISBN 978-2-220-06468-0).
- Charles Juliet, Dominique Sterckx et Claude Vigée (préf. Liliane Hillesum), Etty Hillesum : Histoire de la fille qui ne savait pas s'agenouiller : huit prières commentées suivies de deux lectures, Paris, Arfuyen, coll. « Les carnets spirituels » (no 56), 2007, 184 p. (ISBN 978-2-84590-106-3).
- Judith Koelemeijer (trad. du néerlandais par Philippe Noble & Élisabeth Rosselin), Etty Hillesum. L'histoire de sa vie. Biographie, Paris, Éditions du Seuil, 2025, 581 p. (ISBN 978-2-021-53588-4)
- Paul Lebeau, Etty Hillesum : un itinéraire spirituel, Amsterdam 1941-Auschwitz 1943, Paris, Albin Michel, coll. « Spiritualités vivantes » (no 180), 2001, 308 p. (ISBN 2-226-12169-2).
- Catherine Millot, La Vie parfaite : Jeanne Guyon, Simone Weil, Etty Hillesum, Paris, Gallimard, coll. « L'infini », 2006, 259 p. (ISBN 2-07-078140-2).
- Alexandra Pleshoyano, Etty Hillesum L'amour comme "seule solution" : Une herméneutique au cœur du mal, Berlin, LIT, coll. « Interdisziplinâre Forschungen zu Religion, Wissenschaft und Kultur », 2007, 392 p. (ISBN 978-3-8258-0824-2).
- Alexandra Pleshoyano, J'avais encore mille choses à te demander : L'univers intérieur d'Etty Hillesum, Paris, Novalis/Bayard, 2009, 243 p. (ISBN 978-2-89646-116-5).
- Olivier Verdun, « Etty Hillesum : Une vie bouleversée et Lettres de Westerbork », La République des lettres, 2 avril 2008.

## Film
- Le Convoi - Etty Hillesum, dans la peau d'une déportée, documentaire, A. Bossuroy, 60 minutes, 2009 – Voyage initiatique de deux étudiants en Europe, inspirés par la lecture d'Etty Hillesum.

## Musique
- Le projet musical italien Camera Sambô a publié « Remembering Etty Hillesum » en 2024.

## Théâtre Chanson
- Depuis 2015 et Festival Off d'Avignon 2017 à Présence Pasteur: Une vie bouleversée, d'Etty Hillesum avec Roxane Borgna, vidéaste Laurent Rojol, mise en scène Raphaëlle Weber.
- Depuis 2012, La Compagnie Le Puits présente le spectacle théâtral et musical Le Souffle d'Etty d'après les écrits d'Etty Hillesum, joué par Annick Galichet et Mary Vienot, mis en scène par Michel Vienot.
- Hommage de la chanteuse Mélinée à Etty Hillesum Femme

## Association française de référence
"Les Amis d'Etty Hillesum" : association reconnue d'utilité publique : www.amisdettyhillesum.com
Présidente : Cécilia Dutter, Secrétaire général : Patrick Huby, Trésorier : Thierry Prunier, Responsable d'Antenne (Hauts de France) : Gabriel Campagne, Responsable d'Antenne (Lyon) : Claire Lepoulichet.